# Catharosoma hoffmani
Catharosoma hoffmani är en mångfotingart som beskrevs av Kraus 1956. Catharosoma hoffmani ingår i släktet Catharosoma och familjen orangeridubbelfotingar. Inga underarter finns listade i Catalogue of Life.